# Oceano

Os oceanos do planeta Terra. Um corpo de água contínuo que cerca a terra, o oceano global é dividido em áreas principais. Cinco divisões oceânicas são contadas geralmente: Pacífico, Atlântico, Índico, Ártico, e Antártico. Os últimos dois listados são, às vezes, considerados parte dos primeiros três.

Oceano (em grego:  Ωκεανός, transl.: "Okeanos") é uma extensão de água salgada que cobre a maior parte da superfície da Terra. O oceano global corresponde a 97% da hidrosfera, cobrindo aproximadamente 71% da superfície da Terra (uma área de 361 milhões de quilômetros quadrados). Mais da metade desta área tem profundidades superiores a 3 mil metros.      
Embora a noção de oceano global, como um corpo contínuo de água, seja importante para a oceanografia, o oceano terrestre, para efeitos práticos, é normalmente dividido em várias partes demarcadas por continentes e grandes arquipélagos. A tabela abaixo mostra a divisão em cinco oceanos que foi oficialmente adotada no ano 2000 pela Organização Hidrográfica Internacional,[carece de fontes?] da qual Brasil e Portugal são membros. Regiões menores dos oceanos são conhecidas como mares, golfos e estreitos.
| # | Oceano                   | Comentários |
| - | ------------------------ | --- |
| 1 | Oceano Pacífico          | Separa Ásia e Oceania da América |
| 2 | Oceano Atlântico         | Separa a América da Europa, da Ásia e da África                                                                                        |
| 3 | Oceano Índico            | Banha o sul da Ásia e separa África e Oceania                                                                                          |
| 4 | Oceano Glacial Antártico | Circunda a Antártida; em alguns casos é considerado a simples extensão sul dos outros três oceanos                                     |
| 5 | Oceano Glacial Ártico    | Banha os entornos do Polo Norte, entre as porções norte da América, Europa e Ásia. Em alguns casos, é considerado um mar do Atlântico. |

## Características físicas
Os oceanos são ambientes totalmente diferentes do terrestre. Assim, esse ambiente é dominado por fenômenos muito peculiares que não ocorrem em terra, como as marés, as ondas, as correntes oceânicas, vórtices, tsunamis, etc..

## Origem

### Formação do oceano primitivo
A teoria tradicionalmente mais aceita sobre a origem da água na Terra afirma que ela foi trazida para o planeta por corpos celestes provenientes de uma região de baixa temperatura na parte externa do disco protoplanetário, durante a formação do sistema solar. Haveria duas fontes distintas de corpos celestes. A primeira seriam os planetesimais com composições semelhantes a condritos carbonáceos (meteoritos com cerca de 20% de seu peso em água) da região externa do cinturão de asteroides, enquanto a segunda seriam cometas provenientes do cinturão de Kuiper. Havia um consenso sobre essas duas origens, mas a contribuição de cada fonte era objeto de debate científico. Morbidelli e colaboradores acreditavam que 90% da água teria vindo de planetesimais e apenas 10% de cometas, enquanto Javoy entendia que 50% da água da Terra teria vindo de planetesimais e os outros 50% de cometas. 
No entanto, um estudo recente publicado na revista Science em 2020 mostrou evidências de que já existia água na Terra desde o estágio inicial de sua formação. Sua origem seriam os condritos de enstatita que podem ter feito parte da composição das primeiras rochas do planeta. Os condritos de enstatita são meteoritos raros e formados em regiões próximas ao Sol. Eles possuem composição semelhante ao manto da Terra e contêm grandes quantidades de hidrogênio. O estudo concluiu que 95% do volume de água do oceano moderno pode ter tido contribuição de meteoritos presentes desde a formação das rochas do planeta e somente 5% teria vindo do bombardeamento de corpos celestes (ex.: meteoritos e asteroides).
A maior parte da água existente na Proto-Terra foi perdida na fase inicial de formação do planeta. Isso foi provocado pelo calor extremo gerado pelas colisões de acreção planetesimal. A retenção das moléculas de água começou a ocorrer somente nos estágios finais desse processo. Devido às elevadas temperaturas na superfície do planeta, a água foi acumulada inicialmente na protoatmosfera, que era a atmosfera primitiva composta principalmente por água, nitrogênio, amônia, metano, monóxido de carbono e dióxido de carbono. O acúmulo de água liquida na superfície da Terra só começou a partir da condensação do vapor de água presente na protoatmosfera. Isso ocorreu quando as temperaturas na superfície do planeta ficaram abaixo de 100 °C por volta de 4 bilhões de anos antes do presente.
Após a condensação, o volume de água na superfície da Terra aumentou de forma crescente e formou o oceano global. Esse processo de acúmulo de água durou cerca de 2 bilhões de anos, quando atingiu um volume estável semelhante ao oceano moderno. Assim, o atual volume de água do oceano global existe desde o início do éon Proterozoico (2,5 bilhões de anos antes do presente).

#### Composição química do oceano primitivo
A cerca de 4 bilhões de anos antes do presente começou o acúmulo de água no oceano primitivo. As chuvas ácidas que originaram esse oceano possuíam em sua composição ânions dissolvidos derivados de ácidos fortes como ácido clorídrico (HCl), ácido fluorídrico (HF) e ácido bromídrico (HBr). Isso acarretou na diminuição do pH da água acumulada, tornando o oceano primitivo um ambiente com características inicialmente ácidas. À medida que essas chuvas se intensificaram sobre a crosta terrestre, a superfície da Terra sofreu um forte intemperismo que lixiviou cátions (ex.: magnésio, cálcio, sódio, potássio) das rochas para o oceano. Isso acabou elevando o pH da água do mar e tornando o oceano primitivo um ambiente com caráter básico (pH superior a 9). O principal íon dissolvido na água do mar era o sódio, por isso esse oceano primitivo também é conhecido como ‘oceano de sódio’.
A concentração de oxigênio dissolvido na água do mar era praticamente inexistente devido ao caráter redutor da superfície do planeta e à ausência de vida biológica na Terra. Por esse motivo, havia muito ferro (em sua forma reduzida de ferro ferroso, Fe2+) dissolvido na água do oceano primitivo. Da mesma forma, quase não havia sulfato (SO42-) dissolvido na água devido a esse ambiente fortemente reduzido. Durante esse período, a elevada pressão parcial de dióxido de carbono (CO2) na atmosfera primitiva (10 000 a 100 000 μatm) facilitou sua transferência em grandes quantidades para o oceano, através da interface oceano-atmosfera, dando início ao funcionamento do sistema carbonato marinho.
De forma geral, os principais sais dissolvidos no oceano primitivo eram constituídos por íons de sódio (Na+), ferro (Fe2+), carbonato (CO32-) e bicarbonato (HCO3-). Todos eles contribuíam de maneira significativa para a salinidade da água do mar. Estima-se que o sulfato (SO42-) contribuía pouco para essa salinidade.

#### Evolução do oceano primitivo
O fato mais marcante que contribuiu para a evolução da composição química do oceano primitivo para o oceano moderno foi o surgimento dos primeiros organismos fotossintetizantes a cerca de 3,6 bilhões de anos antes do presente. Tal fato deu início à liberação de oxigênio dissolvido na água do mar. À medida que esse oxigênio foi produzido, ele era consumido em reações de oxidação na coluna de água e no assoalho oceânico. Por exemplo, houve a oxidação do ferro ferroso (Fe2+) - que é bastante solúvel na água do mar - para ferro férrico (Fe3+) - que é muito pouco solúvel. Assim, houve a remoção do ferro da coluna de água a partir de sua precipitação e acúmulo no sedimento marinho (que posteriormente deu origem às rochas das formações ferríferas bandadas). 

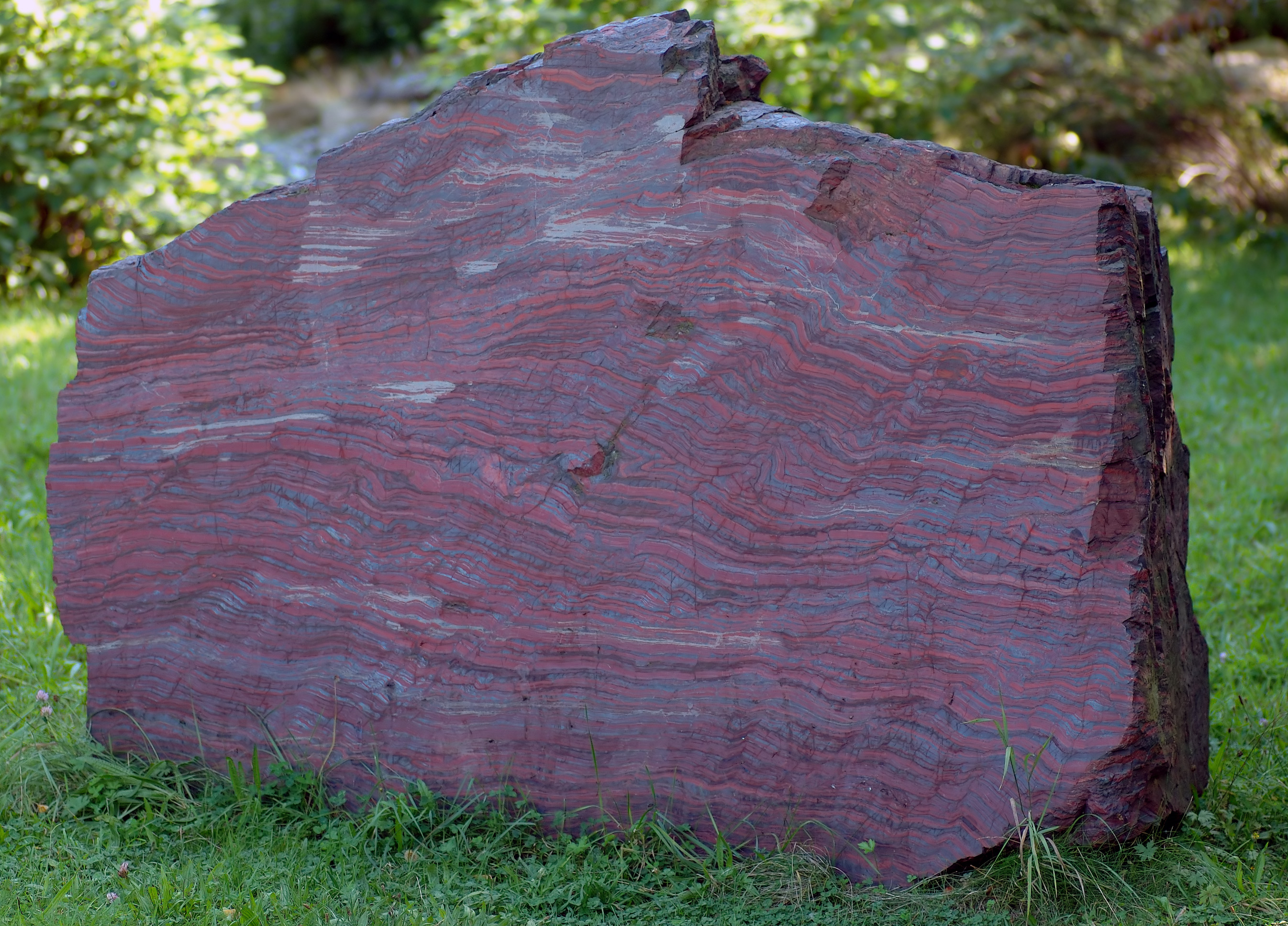
Rocha sedimentar de uma formação ferrífera bandada.

A partir do éon Proterozoico (2,5 bilhões de anos antes do presente), toda a coluna de água já havia sido oxidada e a concentração de oxigênio dissolvido no oceano aumentou bastante. Por isso, o enxofre reduzido na água do mar também foi oxidado e elevou a concentração de íons sulfato (SO42-).
Os íons carbonato (CO32-) produzidos pelo sistema carbonato (que existe no oceano há 3,5 bilhões de anos) reagiam com íons cálcio (Ca2+) e magnésio (Mg2+) aportados pelos rios. Esses sais precipitavam no sedimento marinho na forma dos minerais calcita (CaCO3) e dolomita (CaMg(CO3)2). Esse processo era exclusivamente abiótico e as reações eram aceleradas pela temperatura mais elevada da água do mar. Comparativamente, no oceano moderno, o mecanismo dominante de precipitação de carbonato de cálcio é mediado por organismos biológicos.
Em consequência da diminuição do dióxido de carbono na atmosfera, a sua transferência para o oceano também diminuiu, assim como a precipitação abiótica de carbonato de cálcio na água do mar. Isso facilitou o acúmulo dos íons cálcio e magnésio na coluna de água. Essas novas condições físico-químicas na água do mar diminuíram um pouco seu pH, que varia em torno de 8,0 no oceano moderno. Um exemplo do resultado dessas novas características da água do mar foi a precipitação do excesso de íons sódio (Na+) na forma de carbonato de sódio (Na2CO3) para o sedimento marinho. 
Um íon que se tornou abundante durante a evolução do oceano foi o cloreto (Cl-). Ele foi emitido por atividades vulcânicas e fontes hidrotermais, sendo inerte quando comparado a outros íons dissolvidos na água do mar. Essas características permitiram seu acúmulo, fazendo com que ele se tornasse o principal íon dissolvido na água do mar (seguido pelo sódio). Assim, os íons cloreto e sódio correspondem a 86% da composição de sais dissolvidos no oceano moderno. Esse processo de evolução da composição química do oceano durou cerca de 2,4 bilhões de anos e atualmente esses elementos químicos se encontram em estado de equilíbrio dinâmico na água do mar.

#### Composição química do oceano moderno
A composição química de íons dissolvidos no oceano moderno é a seguinte:
| Tipo de íon | Nome        | Fórmula | Concentração (g kg-1) |
| ----------- | ----------- | ------- | --------------------- |
| Ânion       | Cloreto     | Cl-     | 19,3529               |
|             | Sulfato     | SO42-   | 2,7124                |
|             | Bicarbonato | HCO3-   | 0,1070                |
|             | Brometo     | Br-     | 0,0672                |
|             | Carbonato   | CO32-   | 0,0161                |
|             | Borato      | B(OH)4- | 0,0079                |
|             | Fluoreto    | F-      | 0,0013                |
| Cátion      | Sódio       | Na+     | 10,7838               |
|             | Magnésio    | Mg2+    | 1,2837                |
|             | Cálcio      | Ca2+    | 0,4121                |
|             | Potássio    | K+      | 0,3991                |
|             | Estrôncio   | Sr2+    | 0,0079                |
| Total       |             |         | 35,1514               |

Os principais íons dissolvidos no oceano moderno são constituintes conservativos que estão presentes na água mar há 1,6 bilhão de anos. Em média, um quilograma de água do mar contém 19,4 g de cloreto, 10,8 g de sódio, 2,7 g de sulfato, 1,3 g de magnésio, 0,4 g de cálcio, 0,4 g de potássio e 0,1 g de bicarbonato. Além destes, há outros íons dissolvidos na água do mar em menores quantidades conforme pode ser observado na tabela acima. Juntos, esses íons compõem a salinidade da água do mar, cuja média no oceano global é de 35 g kg-1. O oceano moderno é caracterizado como um ambiente oxidante, rico em oxigênio dissolvido e pobre em ferro dissolvido. A água do mar do oceano moderno possui pH médio próximo de 8,1 e uma pressão parcial de dióxido de carbono próxima de 400 μatm. Tais condições estão sendo alteradas em função das mudanças climáticas e da acidificação oceânica.

### Ciclo da água

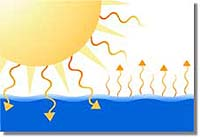
Evaporação da água do mar

A partir da formação do oceano primitivo, houve a formação da hidrosfera. A água começou a sofrer uma série de processos na superfície do planeta, dando início ao ciclo hidrológico. Nas atuais condições encontradas na superfície da Terra, a água encontra-se na forma líquida, ou seja, um estado intermediário entre as fases gasosa (vapor) e sólida (gelo). Essa água está exposta a uma série de intempéries, como o calor emanado a partir da crosta terrestre, os raios solares, os ventos. Esses fenômenos promovem a evaporação e a precipitação da água sobre o próprio oceano e os continentes. A circulação da água na superfície da Terra foi responsável pela salinização da água do mar e o acúmulo de sedimento no leito marinho.

### Biologia
Segundo a hipótese de Oparin, a vida surgiu no oceano e evoluiu durante muito tempo nesse ambiente, vindo a ocupar o ambiente terrestre apenas em épocas mais recentes (veja escala de tempo geológico e Experiência de Miller-Urey). Dessa forma, os organismos mais primitivos na linha evolutiva da vida encontram-se no oceano, como as esponjas e cnidários. Veja Biologia Marinha para uma descrição sucinta dos organismos marinhos.

#### Desertos marinhos no oceano moderno

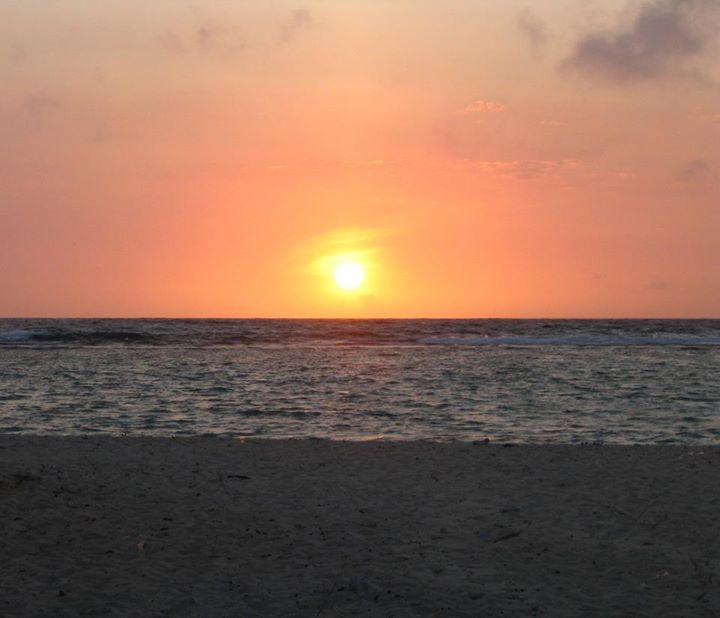
Oceano

Grandes porções do oceano global são chamadas de desertos marinhos por conta da baixa concentração de nutrientes na água. Consequentemente, a produção biológica nessas áreas também é baixa e poucos organismos habitam tais regiões. Os principais desertos marinhos do oceano global são as regiões centrais do giros oceânicos.

## Aumento da Temperatura
Em 20 de julho de 2009, cientistas do Centro Nacional de Dados Climáticos dos Estados Unidos, informaram à imprensa que os oceanos estão com a temperatura média de 17 °C, a mais alta desde 1880, quando iniciou-se os registros. Graças ao calor da Luz solar, que está aumentando cada vez mais, com o rompimento da camada de ozônio.

### Exploração
O estudo dos oceanos da Terra é chamado oceanografia. As viagens na superfície do oceano com o uso de botes datam de tempos pré-históricos, mas só nos últimos tempos as explorações submarinas se tornaram possíveis e comuns.
O ponto mais profundo do oceano são as Fossas Marianas, localizadas no oceano Pacífico, próximos às Ilhas Marianas, com uma profundidade máxima de 11 037 metros, de acordo com a inspeção feita em 1960, pelo batiscafo da Marinha britânica Challenger 2, que deu seu nome à parte mais profunda da fossa, Challenger Deep.

## Morfologia do fundo marinho

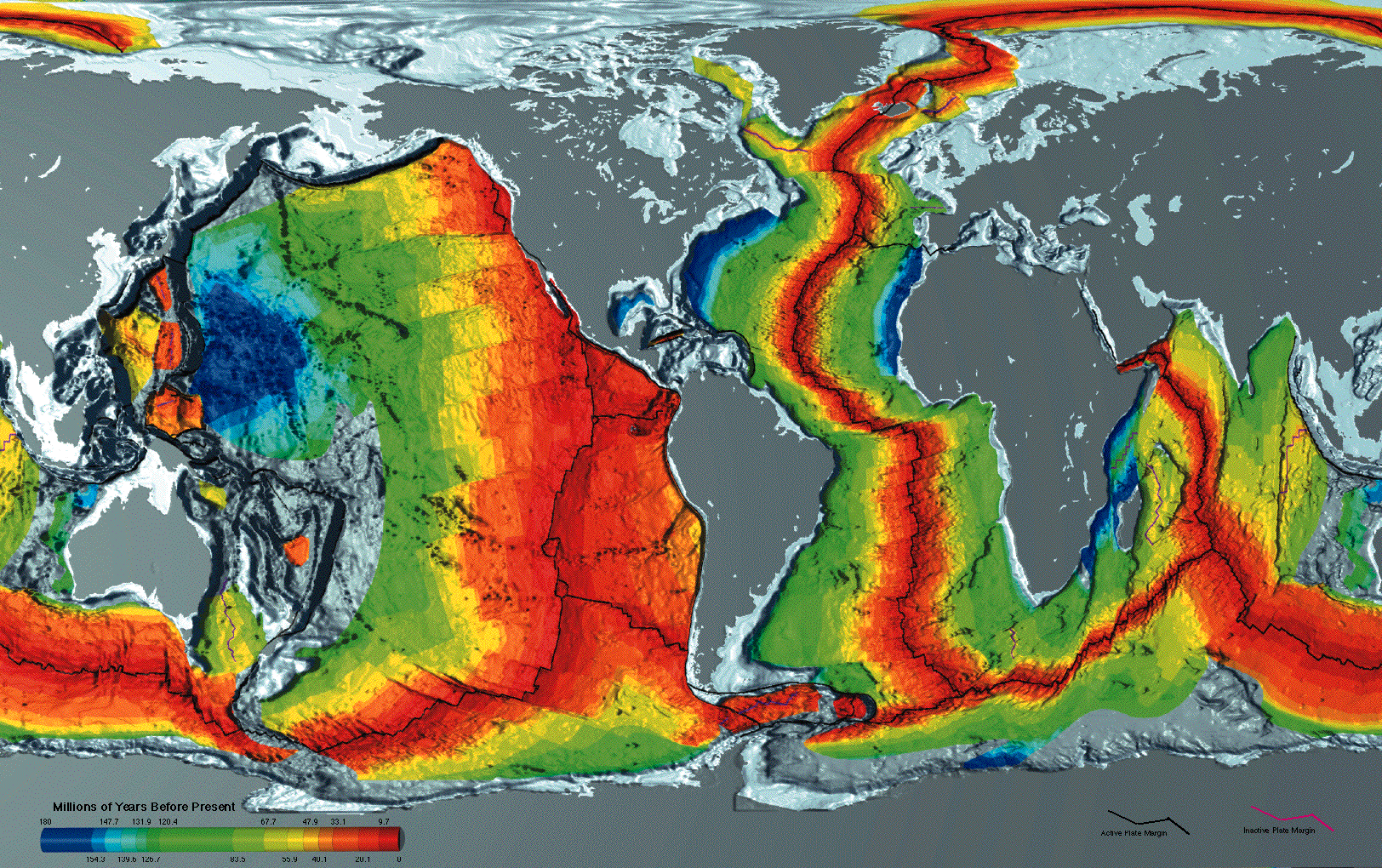
Idade do fundo marinho

A margem continental é a porção do fundo marinho que está mais próxima a terra firme. Divide-se em:
- Plataforma continental ou plataforma submarina: é a menos profunda, chega aos 200 m de profundidade, sendo bastante plana. A água que a cobre costuma conter vida marinha em abundância e a maior parte da pesca realiza-se nesta zona. Aqui encontra-se a quarta parte da produção mundial de petróleo e gás procedente das rochas que se encontram abaixo destas plataformas.
- Talude continental, escarpada ou escarpa continental. A extensão do talude varia dependendo do oceano em que se encontre. Tem um pendente mais pronunciada que a anterior e se situa entre os 200 até 3 mil metros de profundidade aproximadamente.
- Borda continental. Encontra-se na parte final do talude e marcaria o limite com os fundos oceânicos.
- Dorsal centro-oceânica. São correntes montanhosas submarinas, vastas e escarpadas, geralmente localizadas no centro dos oceanos. Em média medem 1 mil km de largura com uma altura de 3 mil metros. Formam um sistema mais ou menos conectado de 80 mil km de comprimento, recebendo diferentes nomes, por exemplo, dorsal Mesoatlântica, dorsal de Reykjanes, dorsal do Pacífico Oriental.
- Planícies abissais. Formam-se entre as dorsais oceânicas e as margens continentais. São zonas muito planas e uniformes, em torno dos 4 mil m de profundidade. Supõem aproximadamente 40% do fundo do oceano.
- Vulcões submarinos
- Fossas oceânicas ou abissais. São as partes mais profundas dos oceanos, com uma média de 7 mil a 8 mil m de profundidade, que podem chegar a medir milhares de quilómetros de distância. A fossa das Marianas tem a maior profundidade do planeta com mais de 11 mil m abaixo do nível do mar.
- Falésias: são formas de relevo litorâneo abruptas, com declive acentuado e alturas variadas, origina-se da acção das ondas do mar sobre as rochas.

| Fossa oceânica                    | Localização                            | Profundidade (m) |
| --------------------------------- | -------------------------------------- | ---------------- |
| Fossa Challenger ou das Marianas  | Pacífico (sul das ilhas Marianas)      | 11 034           |
| Fossa de Tonga                    | Pacífico (noroeste da Nova Zelândia)   | 10 822           |
| Fossa do Japão                    | Pacífico (este do Japão)               | 10 554           |
| Fossa das Curilas ou da Kamchatka | Pacífico (Sul das ilhas Curilas)       | 10 542           |
| Fossa das Filipinas               | Pacífico (este das Filipinas)          | 10 540           |
| Fossa de Kermadec                 | Pacífico (Nordeste da Nova Zelândia)   | 10 047           |
| Fossa de Porto Rico               | Atlântico (este de Porto Rico)         | 8 800            |
| Fossa de Bougainville             | Pacífico (E Nova Guiné)                | 9 140            |
| Fossa Sandwich do Sul             | Atlântico (este das ilhas Sandwich)    | 8 428            |
| Fossa do Peru-Chile               | Pacífico (oeste do Peru e Chile)       | 8 065            |
| Fossa das Aleutas                 | Pacífico (S Ilhas Aleutas)             | 7 822            |
| Fossa das Caimão                  | Mar do Caribe (sul de Cuba)            | 7 680            |
| Fossa de Java                     | Índico (sul da ilha de Java)           | 7 450            |
| Fossa de Cabo Verde               | Atlântico (oeste das Ilhas Cabo Verde) | 7 292            |

## Contaminação
Os oceanos da Terra também desempenham um papel vital em limpar a atmosfera, e algumas actividades do homem podem os alterar severamente. Os oceanos absorvem enormes quantidades de dióxido de carbono. Por sua vez, o fitoplâncton absorve o dióxido de carbono e desprende oxigénio. O Dr. George Small explica a importância deste ciclo de vida: «Os 70% do oxigénio que se acrescenta à atmosfera a cada ano provem do plâncton que há no mar». Não obstante, alguns cientistas advertem que o fitoplâncton pudesse diminuir gravemente devido à redução do ozono na atmosfera, do qual se acha que o homem é responsável.
Alguns países acedem a limitar os dejetos permitidos que se atirem ao mar, outros negam-se a fazê-lo. O famoso navegador oceânico Jacques Cousteau advertiu: «Temos que salvar os oceanos se queremos salvar a humanidade».
É significativa a concentração de peixes em pequenas zonas do oceano e sua escassez em outras partes. Tal como advertiu William Ricker, biólogo de pesca: O mar não é «um depósito ilimitado de energia alimentar». E o navegador subaquático Jacques-Yves Cousteau advertiu, ao regressar de uma exploração submarina mundial, que a vida nos oceanos tem diminuído nuns 40 % desde 1950 devido à sobrepesca e à contaminação.
O cientista marinho suíço Jacques Piccard previu que em vista da proporção atual da contaminação, os oceanos do mundo ficariam desprovidos de vida em 25 anos. Disse que devido a sua pouca profundidade o mar Báltico seria o primeiro a morrer. Depois morreriam o Adriático e o Mediterrâneo, os quais não têm correntes o suficientemente fortes para transportar a contaminação. Também, o navegador submarino francês Jacques-Yves Cousteau disse que a destruição dos oceanos já se efectuou em 20-30%. E previu «o fim de tudo em 30 a 50 anos a não ser que se tome acção imediata». Parte desta contaminação deve-se a que a sociedade tem tido durante séculos o conceito equivocado de que estes têm uma capacidade inesgotável para os dejetos.

## Oceanos extraterrestres
A Terra é o único planeta conhecido com a água líquida em sua superfície e é certamente o único no nosso próprio sistema solar. No entanto, existem as hipóteses de:
- Algumas luas possuírem água líquida escondidas sob a superfície, como Europa e, com menos certeza, Calisto e Ganimedes;
- Luas e planetas terem tido água líquida em sua superfície, no passado -- como parece ser o caso da camada sobre o polo norte de Marte (resultados recentes da missão Mars Exploration Rovers indicam que Marte teve água parada por um longo período em pelo menos um local, mas sua extensão não é conhecida);
- Luas e planetas possuírem outros líquidos, que não água, em sua superfície, como foi observado em Titã (embora sua extensão seja pequena e lagos possa ser um termo mais preciso).

A missão espacial Cassini-Huygens descobriu inicialmente apenas o que parece ser leitos de lagos secos e canais de rios vazios, o que sugere que Titã tinha perdido a superfície de líquidos que possa ter tido. O voo mais recente da Cassini por Titã oferece imagens de radar que sugerem fortemente lagos de hidrocarbonetos próximos das regiões polares mais frias. Uma hipótese é que Titã tenha um oceano de água subterrâneo sob o gelo e a mistura de hidrocarbonetos que formam a sua crosta externa.
Geysers foram encontrados na lua de Saturno Encelado, embora isto pode não envolver corpos de água em estado líquido. Outras luas geladas podem uma vez ter tido oceanos internos que já tenham congelado, tais como Tritão. Os planetas Urano e Netuno podem também possuir grandes oceanos de água líquida sob sua atmosfera espessa, embora a sua estrutura interna não é bem compreendida.
Os astrônomos acreditam que Vênus teve água em estado líquido e, talvez, oceanos em sua história muito recente. Se eles existiram, todos depois desapareceram devido ao recobrimento de sua superfície.

### Extrassolares
Além do sistema solar, já foram detectados planetas com valores adequados de distância à sua estrela central, massa e tamanho para abrigar oceanos ou outras massas de água líquida, mas até o momento pouco se sabe sobre sua composição química. Merecem destaque os planetas que orbitam a estrela Gliese 581: o terceiro, Gliese 581 c, tem a distância certa de seu sol para permitir água líquida na sua superfície (mas seu efeito estufa poderia torná-lo demasiado quente para os oceanos existirem na superfície); já em Gliese 581 d, o efeito estufa pode trazer temperaturas adequadas para a superfície dos oceanos; Gliese 581 g, por outro lado, parece ser o mais similar à Terra.
Astrônomos polemizam se HD 209458 b tem vapor de água em sua atmosfera. Acredita-se que Gliese 436 b possa ter "gelo quente". Nenhum desses planetas são suficientemente frios para possuírem água líquida, mas se as moléculas de água ali existem, eles são também suscetíveis de serem encontradas em planetas a uma temperatura adequada. Descobriram-se evidências de que o planeta GJ 1214 b, detectado pelo trânsito, tem oceanos feitos de forma exótica de gelo VII, que compõem 75% da massa de todo o planeta.